# Märzgefallene
Als Märzgefallene bezeichnet man die Todesopfer der Märzrevolution von 1848 in Wien und in Berlin. Die Bezeichnung wurde für weitere Ereignisse aufgegriffen, unter anderem für die Opfer des Kapp-Putsches von 1920 in verschiedenen Städten. Ironisch wurde der Begriff für die hunderttausenden Menschen verwendet, die nach der Reichstagswahl im März 1933 die NSDAP-Mitgliedschaft beantragten, sowie für die letzten ab März 1960 zwangskollektivierten Landwirte in der DDR.

## Wiener Märzgefallene 1848
In Wien werden als Märzgefallene jene Opfer bezeichnet, die bei der Demonstration am 13. März 1848 ums Leben kamen. Der Demonstrationszug hatte bei der (alten) Universität begonnen und führte zum niederösterreichischen Landtag in der Wiener Herrengasse, wo zwei Tage zuvor eine Petition mit liberalen Forderungen wie Veröffentlichung des Staatshaushaltes, Öffentlichkeit der Gerichtsverfahren und Pressefreiheit eingebracht worden war. Als die Menschenmenge immer größer wurde, ließ die Regierung Militär aufmarschieren. Vermutlich ohne direkten Befehl wurden Schüsse abgefeuert, worauf Panik ausbrach. Insgesamt kamen 35 Männer und Frauen ums Leben, teils von Kugeln getroffen, teils von der Menge erdrückt.
Die Toten wurden am 17. März in einem Massengrab auf dem Schmelzer Friedhof beigesetzt. Weil die Toten verschiedene Konfessionen hatten, wurden sie von katholischen, evangelischen und jüdischen Geistlichen ausgesegnet.
Mit den Schüssen des 13. März war die Revolution in Österreich ausgebrochen; noch am selben Abend musste Staatskanzler Metternich zurücktreten, am folgenden Tag wurde die Bildung von Nationalgarden bewilligt und die Zensur aufgehoben, am 15. März auch ausdrücklich Pressefreiheit sowie eine Verfassung versprochen. Letztere wurde am 25. April 1848 verkündet (Pillersdorfsche Verfassung).

## Berliner Märzgefallene 1848

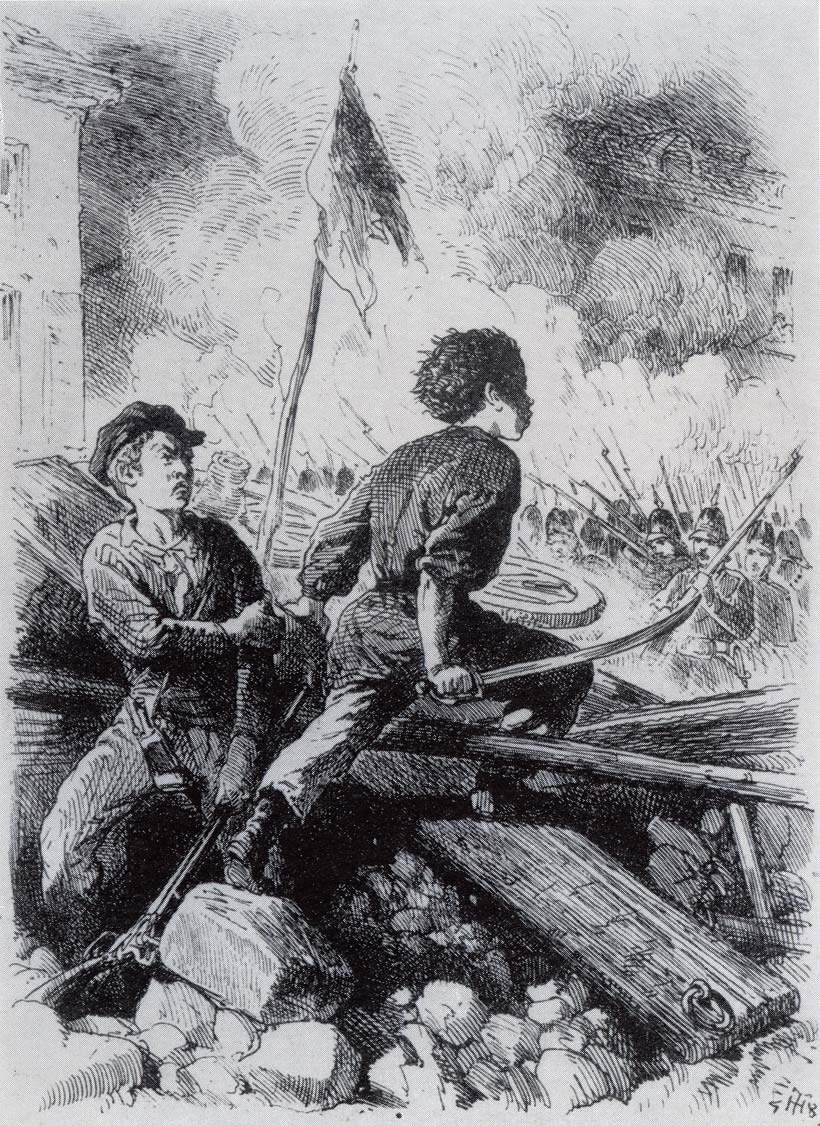
Ernst Zinna und Heinrich Glasewaldt auf der Barrikade Ecke Jäger-/Friedrichstraße, Federlithographie von Theodor Hosemann, 1848

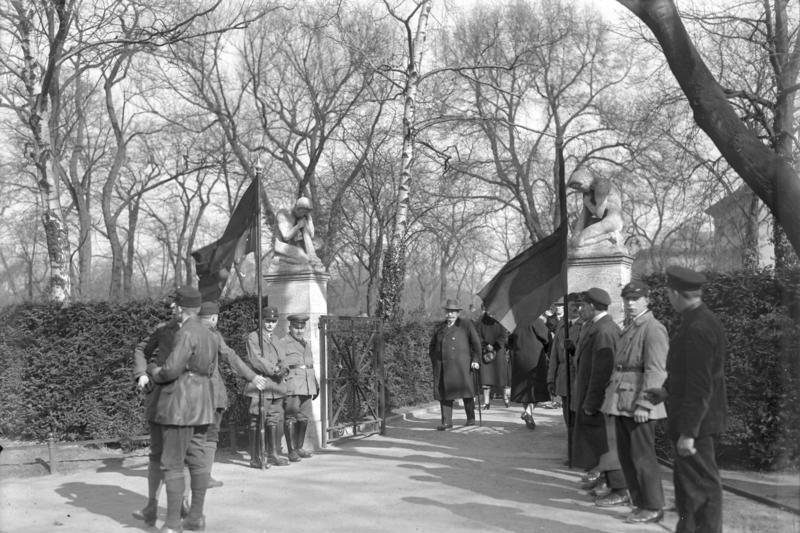
Ehrenwache des Reichsbanners 1932 vor dem Friedhof der Märzgefallenen

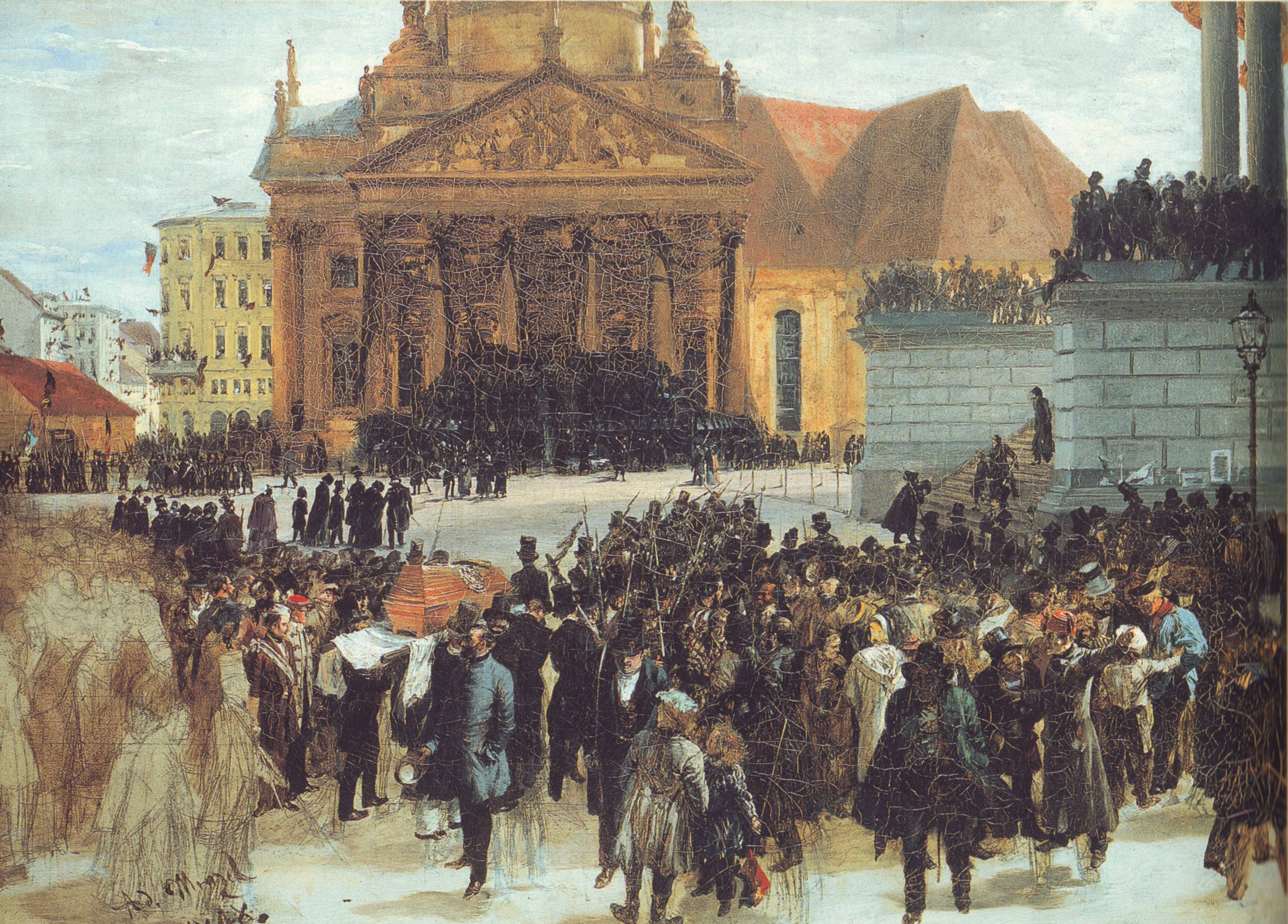
Aufbahrung der Märzgefallenen, Gemälde von Adolph Menzel, 1848

In Berlin werden als „Märzgefallene“ jene Opfer bezeichnet, die im Barrikadenkampf gegen die Truppen des preußischen Königs Friedrich Wilhelm IV. fielen. Sie kämpften am 18. und 19. März 1848 für demokratische Rechte wie Rede- und Versammlungsfreiheit, Pressefreiheit und Wahlrecht. Nach einer Untersuchung von Ruth Hoppe und Jürgen Kuczynski sind die Namen von 270 Märzgefallenen bekannt. Die Mehrheit der Opfer waren Handwerker, darunter 13 Lehrlinge, 115 Gesellen und 29 Meister. 52 der Opfer waren Arbeitsleute (das heißt Arbeiter), 34 Dienstboten, 15 Opfer waren von gebildetem Stand. 4 der Opfer waren adlig. Unter den Opfern gab es 11 Frauen, 4 Kinder und 6 Jugendliche unter 18 Jahren. Das jüngste Opfer war nach dieser Zusammenstellung ein 12-jähriger Junge, das älteste ein 74-jähriger Tafeldecker, jedoch waren die meisten Opfer zwischen 22 und 26 Jahren.
Die öffentliche Trauerfeier für 183 Revolutionäre fand am 22. März unter großer Anteilnahme der Bevölkerung auf dem Gendarmenmarkt statt. Der Trauerzug pausierte danach auf dem Schlossplatz, wo das Königspaar den Toten die letzte Ehre erweisen musste. Auf einen Ruf hin nahm der König sogar seine Mütze ab. Anschließend wurden die Gefallenen auf dem speziell dafür angelegten Friedhof der Märzgefallenen beerdigt. Der Friedhof befand sich damals vor den Stadtmauern, heute ist er ein Teil des Volksparks Friedrichshain. Weitere Opfer, die später ihren Verletzungen erlagen, wurden in den nächsten Wochen beigesetzt, insgesamt liegen 254 Märzgefallene auf dem Friedhof. Adolph Menzel hielt die Aufbahrung auf dem Gendarmenmarkt in seinem Gemälde Aufbahrung der Märzgefallenen fest. Der Dichter Ferdinand Freiligrath errichtete den Märzgefallenen durch sein Revolutionsgedicht Die Todten an die Lebenden ein literarisches Denkmal.
Literatur
- Jung’s Rede am Grabe der am 18. und 19. März gefallenen Kämpfer. Gehalten am 22. März 1848. Götte, Braunschweig 1848 (Goethe-Universität).
- Namens-Verzeichniß der am 18. und 19. März in Berlin Gefallenen. In: Julius Lasker, Friedr. Gerhard: Des deutschen Volkes Erhebung im Jahre 1848, sein Kampf um freie Institutionen und sein Siegesjubel. Friedrich Gerhard Danzig 1848, S. 567 ff. (Scan 631 ff.; MDZ Reader).
- Wilhelm Liebknecht: Zum 18. März und Verwandtes. Wörlein, Nürnberg 1893 (SLUB Digitalisat).
- Ruth Hoppe, Jürgen Kuczynski: Eine Berufs- bzw. auch Klassen- und Schichtenanalyse der Märzgefallenen 1848 in Berlin. In: Jahrbuch für Wirtschaftsgeschichte. Jahrgang 1964, Teil IV.
- Manfred Hettling: Das Begräbnis der Märzgefallenen 1848 in Berlin. In: ders., Paul Nolte (Hrsg.): Bürgerliche Feste. Symbolische Formen politischen Handelns im 19. Jahrhundert. Vandenhoeck & Ruprecht, Göttingen 1993, S. 95–123.
- Peter Brandt u. a.: Die gescheiterte Revolution. In: Peter Brandt: Preußen, zur Sozialgeschichte eines Staates. Eine Darstellung in Quellen (= Preussen. Versuch einer Bilanz. Bd. 3). Rowohlt, Reinbek 1981, ISBN 3-499-34003-8, S. 196–221.
- Christoph Hamann: Märzgefallene. Anmerkungen zur publizistischen Praxis einer politischen Bezeichnung 1848-1898. In: Forum interdisziplinäre Begriffsgeschichte (FIB), 12. Jg. (2023), S. 47–63.

## Gefallene des Kapp-Putsches 1920

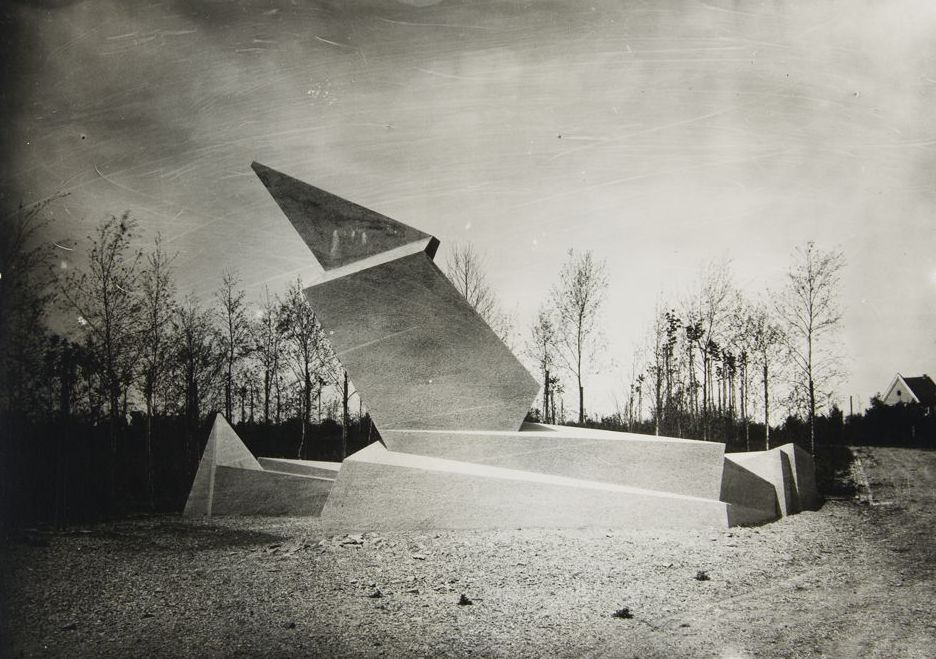
„Denkmal der Märzgefallenen“ in Weimar (Walter Gropius, 1922)

In Weimar wurden während des Kapp-Putsches neun streikende Arbeiter bei einer Kundgebung am 15. März 1920 von Putschisten erschossen. Diese „Märzgefallenen“ wurden auf dem Historischen Friedhof Weimar bestattet und erhielten dort am 1. Mai 1922 ein Denkmal in Form eines aus der Erde emporstrahlenden Blitzes aus Beton. Schöpfer dieses Denkmals der Märzgefallenen war der Bauhaus-Direktor Walter Gropius. Im Februar 1936 wurde es von den Nationalsozialisten zerstört.
Auch in anderen Orten der Region gab es Opfer, für die später Monumente errichtet wurden, so zum Beispiel in Eisenach ein Denkmal für die Märzgefallenen, ein ebensolches in der kleinen Gemeinde Mechterstädt sowie eines für zwei „Märzgefallene“ auf dem Neuen Friedhof in Ohrdruf.

## Verwendung 1933
Im Verlauf der Machtübergabe an die Nationalsozialisten und hier besonders nach der Reichstagswahl März 1933 kam es zu zahlreichen Eintritten in die NSDAP, nicht zuletzt von Beamten und staatlichen Angestellten, denen die Mitgliedschaft bis dahin verboten war. Viele der Antragsteller erhofften sich vom Beitritt berufliche Vorteile oder befürchteten berufliche Nachteile (z. B. Entlassung), wenn sie nicht NSDAP-Mitglied waren. Diese Neumitglieder, denen „alte Kämpfer“ Opportunismus unterstellten, wurden als „Märzgefallene“ oder Märzveilchen verspottet. Um ihren Einfluss klein zu halten, erließ die NSDAP am 19. April 1933 eine Aufnahmesperre mit Wirkung zum 1. Mai 1933, von der bestimmte Gruppen, so z. B. Mitglieder von SA oder SS, ausgenommen waren. Diese Sperre wurde erstmals nach vier Jahren mit mehreren Änderungen gelockert, es wurde aber eine dreimonatige Parteianwärterschaft eingeführt. Daraufhin kam es zu einer großen Eintrittswelle in die NSDAP. Von Juni 1937 bis Juni 1938 traten 2,1 Millionen Personen in die Partei ein. Endgültig aufgehoben wurde die Sperre am 10. Mai 1939.

## Verwendung ab 1960 in der DDR
Nachdem die letzten selbstständigen Landwirte in den ersten Monaten des Jahres 1960 zwangsweise kollektiviert und zum Eintritt in die Landwirtschaftlichen Produktionsgenossenschaften gezwungen worden waren, wurde in einigen Gegenden der DDR „Märzgefallene“ eine Selbstbezeichnung der unfreiwilligen Genossenschaftsbauern. Diese boykottierten in der Folge vielfach die Betriebe, indem sie in der LPG möglichst langsam arbeiteten und gleichzeitig ihre ganze Energie auf die ihnen weiter zustehenden 0,5 ha Persönliche Hauswirtschaft verwendeten.